# José Antonio Sánchez Baíllo

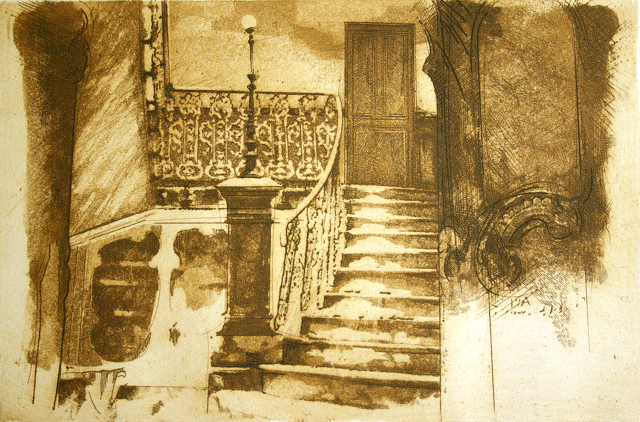
Grabado Portal Interior Medieras

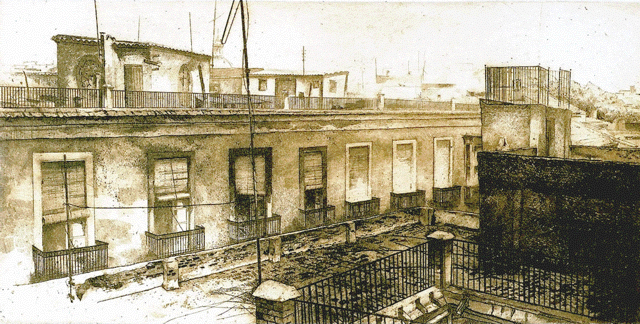
Grabado Azotea Cartagena

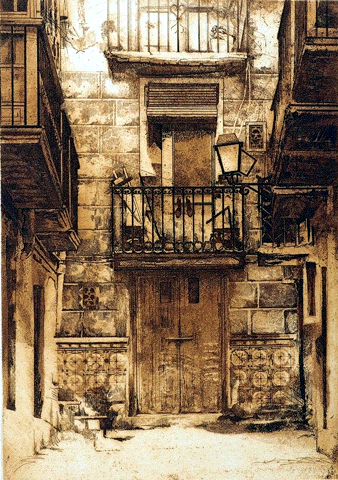
Grabado Callejón

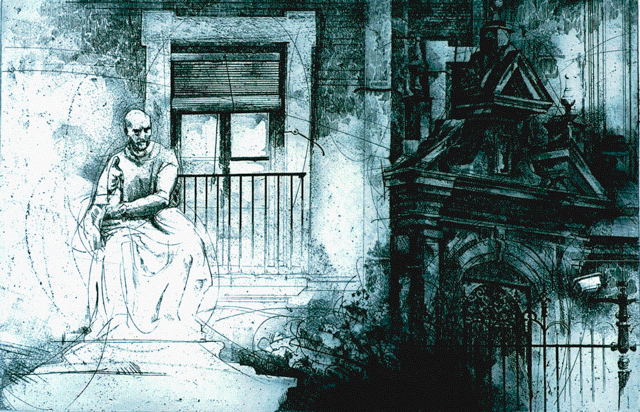
Grabado Plaza Salvador1

José Antonio Sánchez Baíllo (Cartagena, 24 de octubre de 1953) pintor, y grabador español, su obra se sitúa dentro de los movimientos figurativos sevillanos, tanto en el mundo de la pintura como del grabado, en particular se le identifica como uno de los máximos exponentes de la vertiente intimista del nuevo realismo andaluz.
Se trata de uno de los mayores expertos de las técnicas del grabado y la estampa, por lo que su aportación fundamental radica en el absoluto dominio técnico que auna con su maestría como dibujante y grabador.
Es reclamado desde hace décadas como especialista para la asesoría de proyectos de grabado y como conferenciante o ponente en cursos y seminarios de grabado y estampación.
És el creador de una importante web dedicado a la didáctica del Dibujo, valorada para la educación universitaria de la expresión gráfica.

## Biografía
Nace en Cartagena en 1953, pero reside en Sevilla desde 1971, año en que comienza sus estudios de Real Academia de Bellas Artes de Santa Isabel de Hungría, donde obtuvo los premios de fin de curso los años 1976 y 1977, primeros de los muchos premios que jalonan su curriculum.
Impartió la docencia en la Facultad de Bellas Artes de la Universidad de Sevilla desde 1991.
Extremadamente preocupado por la técnica, sus temas reflexionan sobre el espacio urbano, el bodegón y el paisaje.
Doctor en Bellas Artes, ha trabajado siempre vinculado a la Universidad de Sevilla, como profesor de Pintura, de Grabado y de Dibujo en la Facultad de Bellas Artes, como investigador en el grupo de Investigación “Investigación en el Diseño Gráfico” de dicha facultad, y como Técnico Superior de Diseño Gráfico en Bellas Artes de Sevilla.

## Obra
Preocupado por la técnica tanto pictórica como gráfica, no descuida la coherencia de un discurso pleno de sentimiento en sus contenidos y con una mirada especial sobre lo observado a lo largo de toda su obra.
Sus temas reflexionan sobre el espacio urbano, bodegón y el paisaje agrupándose en series, sobre todo en el apartado gráfico donde sus aguafuertes de técnica especialmente cuidada y bajo un concepto tradicional, en su apariencia formal, tienen planteamientos gráficos plenos de recursos expresivos.
Es autor, junto a Antonio Agudo, del diploma para el premio extraordinario de doctorado de la Universidad Hispalense, siendo elegidos para ello en reconocimiento a su valía y relevancia artística, tal como resalta el ABC de Sevilla.
Con unas 150 planchas editadas en la actualidad para entidades públicas como La Junta de Andalucía, Sevillana de Electricidad, Cartuja 93, Universidad de Sevilla, etc. Con participación en distintas suscripciones de Galerías de Arte españolas, así como ediciones propias.
Su obra se ha expuesto en unas 200 ocasiones en exposiciones colectivas en Berlín, Chicago, Casablanca, Caracas, Sevilla, Valencia, Madrid, Huelva, Cádiz, Cartagena, Murcia, etc. Siendo de las exposiciones individuales más importantes las itinerantes organizadas por la CAM, Caja de Ahorros del Mediterráneo, y la Fundación EL MONTE, de la Caja de Ahorros de Sevilla y Huelva.

## Premios
- Primer Premio del Concurso Nacional de Pintura 'Villa de Fuente Álamo' en 1979 con 'Recuerdo' y en 1981 con 'Azoteas de Cartagena'
- Premio Primer Salón Nacional de Pintura 'Ciudad de Murcia' en 1981 con la obra 'Número 7'
- Primer Certamen de Pintura 'Vicente Ros' en Cartagena en 1979 con la obra 'Fachada'